# The Magnolia Electric Co.
The Magnolia Electric Co. è il settimo album in studio del gruppo musicale statunitense Songs: Ohia, pubblicato nel 2003.

## Tracce
1. Farewell Transmission – 7:22
2. I've Been Riding with the Ghost – 3:20
3. Just Be Simple – 4:20
4. Almost Was Good Enough – 4:28
5. The Old Black Hen – 5:48
6. Peoria Lunch Box Blues – 5:48
7. John Henry Split My Heart – 6:09
8. Hold on Magnolia – 7:51